# Celia Laighton Thaxter

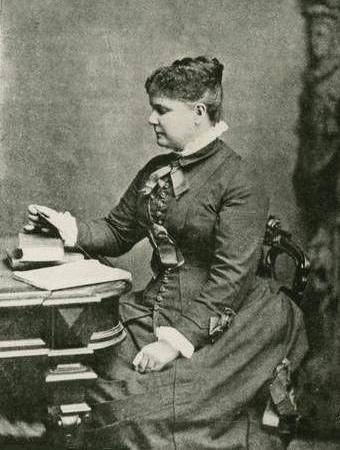
Celia Thaxter

Celia Thaxter, geborene Laighton (* 29. Juni 1835 in Portsmouth, New Hampshire; † 25. August 1894 in Appledore Island, Isles of Shoals, Maine) war eine US-amerikanische Dichterin. Die meiste Zeit ihres Lebens lebte sie mit ihrem Vater auf den Isles of Shoals in dessen Appledore Hotel. Wie sie zur Schriftstellerin heranwuchs, beschreibt sie in ihrer frühen Autobiografie und in ihrem Buch Among the Isles of Shoals. Thaxter wurde im späten 19. Jahrhundert zu einer bekannten Autorin in Amerika.

## Leben

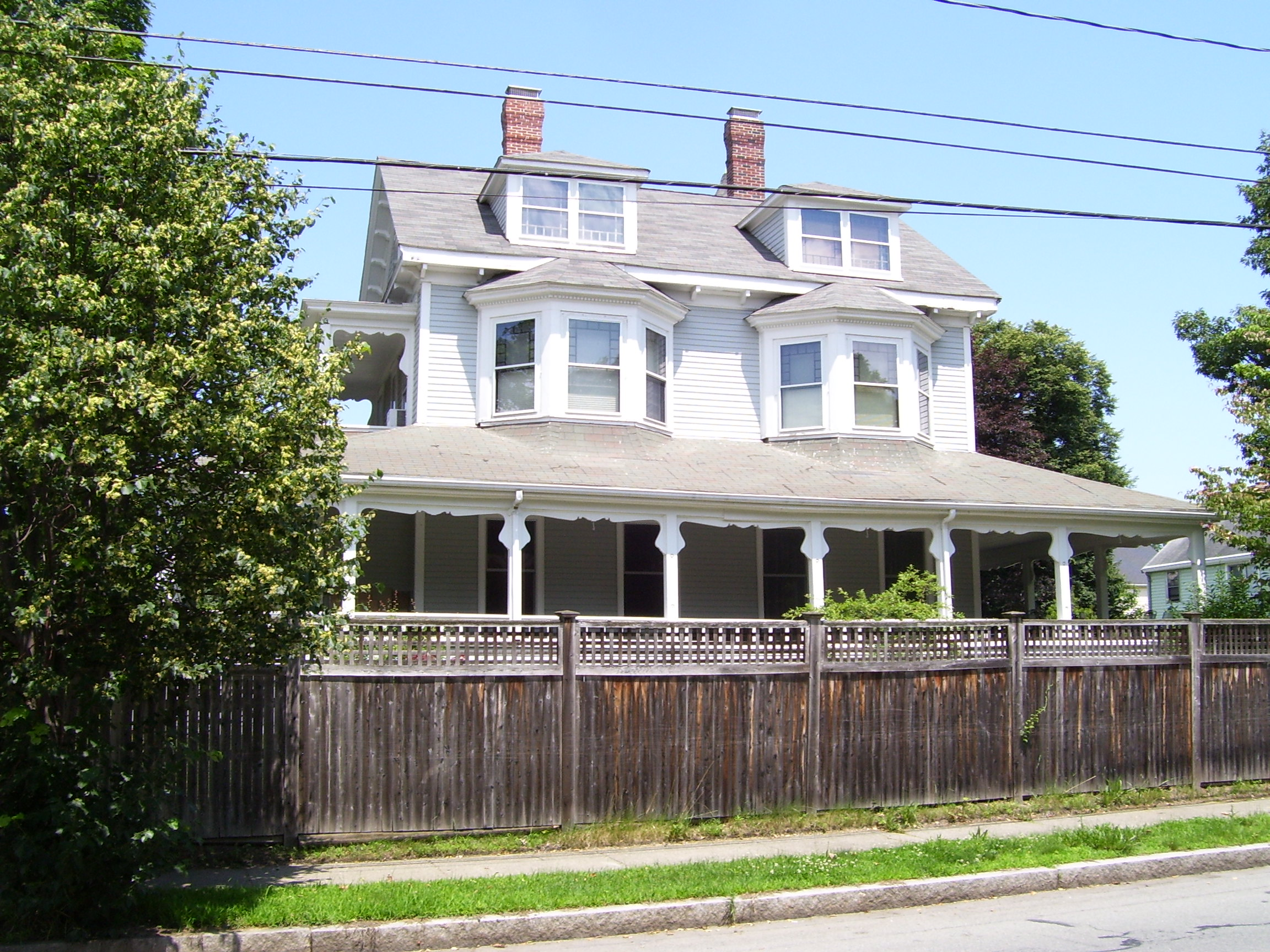
Celia Thaxter House, Newtonville, MA

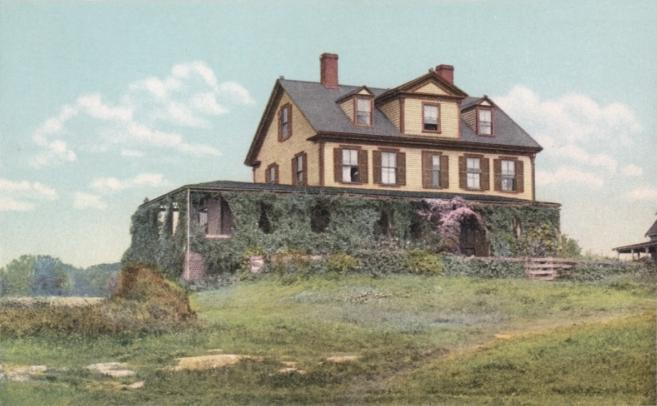
Thaxters Cottage auf Appledore Island

Celia Laighton wurde 1835 in Portsmouth geboren, aber die Familie zog bald darauf auf die Isles of Shoals, zunächst auf White Island, wo ihr Vater, Thomas Laighton, Leuchtturmwärter des Isles of Shoals Light war, und dann auf Smuttynose Island und Appledore Island. Die Fischerbevölkerung wurde allmählich durch Sommergäste ergänzt, und Thaxters Vater war der erste, der so etwas wie ein modernes Hotel einrichtete.
Die Bildungsmöglichkeiten waren vergleichsweise gering, und die Gesellschaft der dauerhaft auf den Inseln Wohnenden bot während des größten Teils des Jahres nur sehr begrenzte Möglichkeiten für ein aufgewecktes Kind. In den Jahren 1849–1850 besuchte sie das Mount Washington Female Seminary in South Boston.
Am 13. September 1851, im Alter von 16 Jahren, heiratete sie Levi Thaxter und zog auf das Festland, wo sie zunächst in Watertown, Massachusetts, in einem Anwesen seines Vaters wohnte. Im Jahr 1854 nahmen sie ein Angebot zur Nutzung eines Hauses in Newburyport an. Dann erwarb das Paar sein eigenes Haus, das heutige Celia Thaxter House, das 1856 in der Nähe des Charles River in Newtonville gebaut wurde. Zu diesem Zeitpunkt hatten sie bereits zwei Söhne, Karl und John. 1858 wurde ein dritter, Roland, geboren.
Ihr Sohn Karl, der seit seiner Kindheit an einer Geisteskrankheit litt, reiste mit Thaxter während der Zeit, in der sie auf die Inseln zurückkehrte, während die beiden jüngeren Söhne nach dessen schweren Krankheit 1868–69 mit ihrem Mann nach Florida reisten. Die Ehe war nicht harmonisch, und es gab weitere Trennungsphasen. Thaxter vermisste ihre Inseln, und so zog sie nach zehn Jahren Abwesenheit zurück nach Appledore Island. Sie wurde die Gastgeberin des Hotels ihres Vaters, des Appledore House, vielleicht das erste seiner Art an der Atlantikküste und mit über achtzig Schlafräumen. Als es im Juni 1848 eröffnet wurde, zog es sofort nicht nur Freunde, sondern auch Künstler, Musiker, Prediger, Gelehrte und Schriftsteller an und Thaxter empfing eine Unmenge an Berühmtheiten vor allem aus Boston und Neuengland, aber auch andere, auf der Insel und in ihrem Salon, darunter die Schriftsteller Thomas Bailey Aldrich, Frances Hodgson Burnett, Caleb Cushing, Charlotte Saunders Cushman, Richard Henry Dana, Jr., Ralph Waldo Emerson, Nathaniel Hawthorne, Thomas Wentworth Higginson, Sarah Orne Jewett, deren Freundin Annie Adams Fields, Henry Wadsworth Longfellow, James Russell Lowell, Herman Melville, Franklin Pierce, Harriet Elizabeth Prescott Spofford, Edmund Clarence Stedman, Harriet Beecher Stowe, Henry Ward Beecher, Henry David Thoreau, Mark Twain und John Greenleaf Whittier, James Freeman Clarke, Edward Everett Hale, den Philosophen John Fiske oder den norwegischen Violinisten Ole Bull und auch die bildenden Künstler William Morris Hunt und Childe Hassam, der ihr das Malen beibrachte und mehrere Bilder von ihr malte, die Aquarellmalerin Ellen Robbins, die vorwiegend Pflanzendarstellungen malte, darunter auch die Blumen in Thaxter's Garten, Olaf Martinus Brauner, J. Appleton Brown, Maurice Frederick DeHass, die Bildhauerin und Dichterin Anne Whitney oder Helen Nicolay und deren Vater John G. Nicolay, den Biographen Abraham Lincolns. Auch  Celia war zur Zeit der berüchtigten Morde auf Smuttynose Island anwesend, über die sie den Essay A Memorable Murder schrieb.
William Morris Hunt, ein enger Freund der Familie, verbrachte die letzten Monate seines Lebens auf Appledore Island und versuchte, sich von einer lähmenden Depression zu erholen. Er ertrank im Spätsommer 1879, drei Tage nach Fertigstellung seiner letzten Skizze. Thaxter entdeckte die Leiche des Malers, der offensichtlich Selbstmord begangen hatte. Im selben Jahr kauften die Thaxters 186 Acres (75 Hektar) entlang des Seapoint Beach auf Cutts Island, Kittery Point, im angrenzenden Maine, wo sie ein prächtiges Cottage im Schindelstil namens Champernowne Farm errichteten. Im Jahr 1880 versteigerten sie das Haus in Newtonville und zogen dorthin. Im Jahr 1881 machte Thaxter mit ihrem Bruder Oscar Urlaub in Europa. Im März 1888 hoffte ihr Freund Whittier, der der See weniger abgewinnen konnte, dass sie „an dieser einsamen, windigen Küste, wo sie nur auf das trostlose, winterliche Weideland und das kalte, graue Meer blicken kann“, durch „Erinnerungen an ihre italienischen Reisen“ getröstet werden könnte.
Ihr erstes veröffentlichtes Gedicht entstand während der Zeit auf dem Festland. Dieses Gedicht, Land-Locked, wurde erstmals 1861 im Atlantic Monthly veröffentlicht und brachte ihr den Titel 10 US-Dollar ein.  Ihre Gedichte erschienen im Atlantic, in Century, in Harper’s Magazine, im Independent, dem New England Magazine und Scribner’s Magazine, während ihre Texte für ein jugendliches Publikum in Our Young Folks und St. Nicholas erschienen. Thaxter sammelte ihre Werke in Buchform, Poems (1872; erweiterte Ausgabe, 1874), Among the Isles of Shoals (Prosaskizzen, 1873), Poems for Children (1884) und An Island Garden (Prosaskizzen, mit Illustrationen von Childe Hassam, 1894). Ihre Werke verkauften sich gut, und sie verkauften auch Porzellanmalereien.
Thaxter starb 1894 plötzlich auf der Insel Appledore. Sie wurde nicht weit von ihrem Cottage dort begraben, das aber bei dem Brand 1914 abbrannte, der auch das Hotel Appledore House zerstörte. Das Haus in Kittery Point blieb bis zum Tod ihrer Enkelin und Biografin Rosamond Thaxter im Jahr 1989 im Besitz der Familie. Im Jahr 2008 wählte die Library of America A Memorable Murder für ihre Anthologie True Crime: An American Anthology aus.

## Literarische Themen

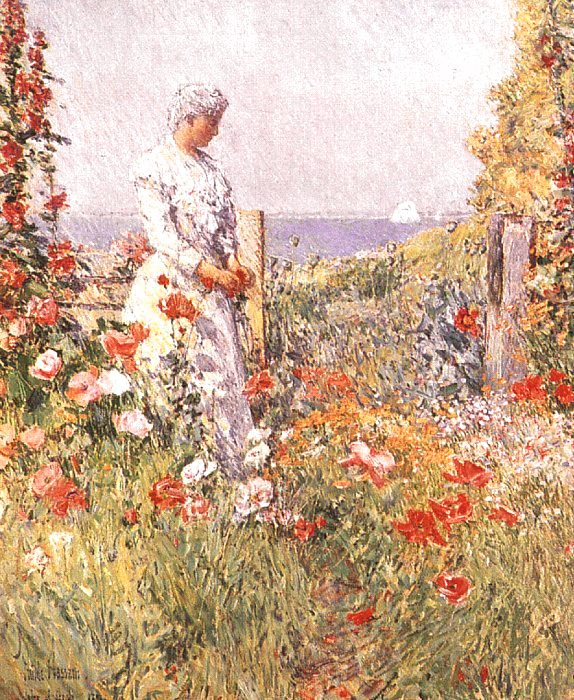
Celia Thaxter in her Garden, Gemälde von Childe Hassam, 1892

Thaxter beschäftigte sich intensiv mit der sie umgebenden Meeresküste und den verschiedenen Aspekten der Aussicht auf den Ozean und die felsigen Inseln. Mit der genauesten Aufmerksamkeit für Details, mit der schärfsten Beobachtung für Nuancen, mit einer fast überragenden Empfindlichkeit für klimatische und meteorologische Veränderungen, so dass man sie als Realistin in der Wortmalerei bezeichnen könnte, besaß sie gleichzeitig den Glanz und die Vorstellungskraft einer Impressionistin. Beim Lesen ihrer Gedichte scheint man Gewissheit zu haben, dass sie das, was sie beschreibt, mit eigenen Augen gesehen hat. Selbst in ihren einfachsten Gedichten ist immer etwas jenseits der fotografischen Genauigkeit der erfahrenen Beobachtung zu beobachten. Sie sah mehr als nur die äußeren Formen der Natur, und wie sehr sie sich auch an diesen erfreut haben mag, es war nicht ihr einziges Ziel, sie für andere Augen wiederzugeben. Thaxter hatte das Glück, schon sehr früh in ihrer literarischen Laufbahn die Sympathie und Bewunderung einiger der besten Schriftsteller und Kritiker ihrer Zeit auf sich zu ziehen: Zu den enthusiastischsten ihrer Bewunderer gehörte Thomas Wentworth Higginson, ein Gelehrter, der auch ein Liebhaber des Meeres war.
Viele ihrer romantischen Gedichte sind an Frauen gerichtet. Thaxters Two Sonnets weist dabei Parallelen zur romantischen Leidenschaft in Edith Whartons Sonettfolge The Mortal Lease auf, die an einen Mann gerichtet ist. Thaxter verbindet häufig Naturbilder und romantische Sehnsüchte; in dem Gedicht Alone schreibt sie: „I would have given my soul to be That rose she touched so tenderly!“.
Thaxter schrieb aber nicht ausschließlich über das Meer, sondern auch über Impressionen vom Land, wie die Geschichten von A Faded Glove, Remonstrance oder Piccola zeigen; ganz zu schweigen von ihren „musikalischen“ Sonetten über Beethoven und andere Komponisten. In ihrer Prosa überwiegt das Pittoreske, wenn auch mit einigen deutlichen Ausnahmen; in allem gibt es eine moralische Unterströmung, die in all ihren Produktionen – ob Prosa oder Lyrik – mehr oder weniger deutlich hervortritt. Sie schrieb einige bezaubernde Gedichte für Kinder, in denen sich das Didaktische mit dem Szenischen und Emotionalen auf so exquisite Weise vermischt, dass die beabsichtigte Lektion vermittelt wird, ohne die natürliche Abneigung von Kindern gegen „Moral“ zu sehr zu erregen.

## Werke (Auswahl)

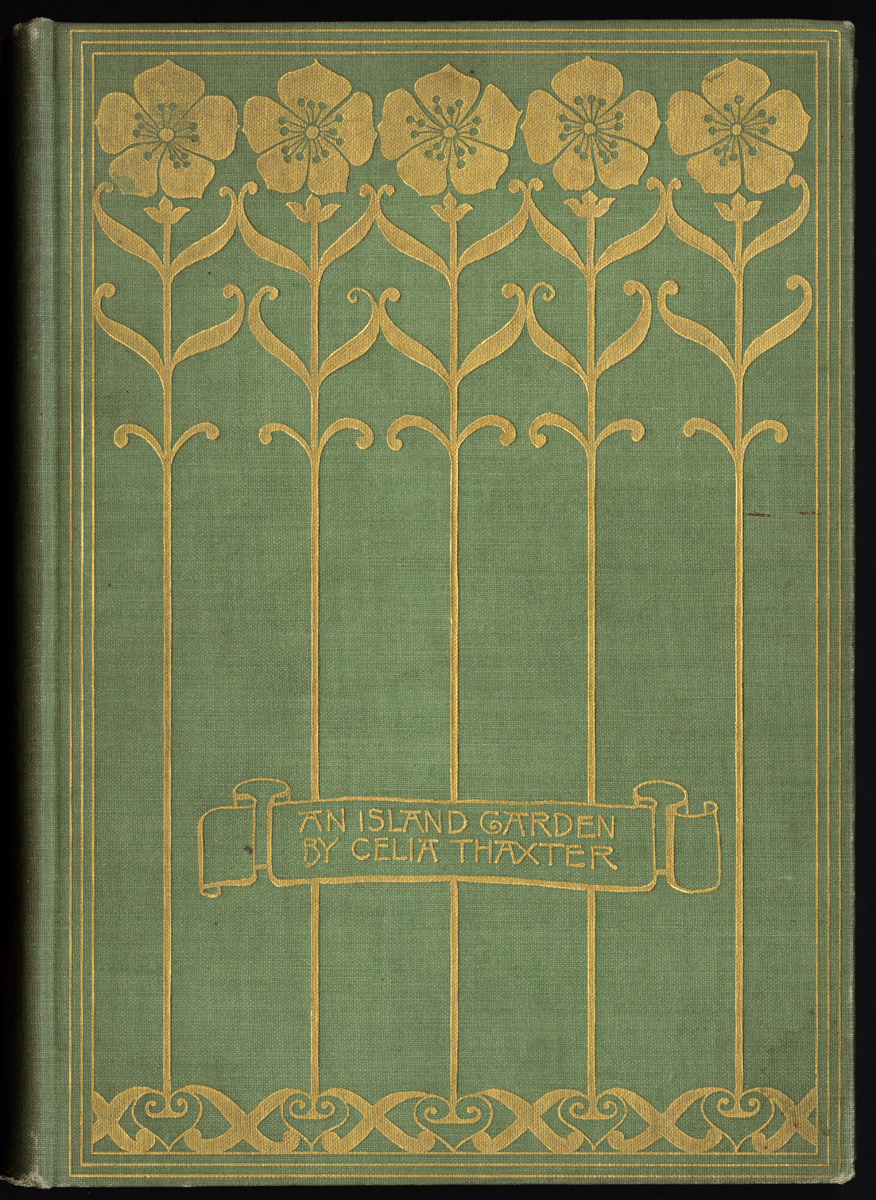
An island garden (1894)

- Poems. Hurd and Houghton, New York City 1874 (google.de – Erstausgabe:  1872).
- Among the Isles of Shoals. James R. Osgood and Comp., Boston 1873 (google.de).
- A memorable murder. In: Atlantic Monthly. 1875 (google.de).
- Poems for Children. Houghton, Mifflin and Company, Boston, MA 1884 (google.de).
- An Island Garden, mit Illustrationen von Childe Hassam. Houghton, Mifflin and Company, Boston, MA 1894 (upenn.edu).

Sarah Orne Jewett gab 1896 eine erweiterte Ausgabe ihrer Poems heraus.
Above in her Chamber wurde von Julius Eichberg vertont.